# La increïble però certa història de la Caputxeta Vermella
La increïble però certa història de la Caputxeta Vermella (títol original: títol original: Hoodwinked!) és un llargmetratge d'animació estatunidenc en imatges de síntesi estrenat l'any 2005. És una interpretació fira de lloc i humorística del famós conte, sota forma d'investigació policíaca, vertebrada de la mateixa manera que els films Rashōmon i Sospitosos habituals. Ha estat doblada al català. La seva continuació, La Revenja de la Caputxeta vermella, va sortir l'any 2011. Roja, El Llop, la velleta i Sotragada, l'esquirol cafeinòman es converteixen en espies de l'agència « Van Viure Feliços ».

## Argument
La Caputxeta Vermella revisitada i corregida: una investigació delirant sobre el que realment va passar a la casa de la seva àvia.
La Caputxeta Vermella - repartidora de pastissos - fa una visita a la seva àvia Puckett i és atacada pel Llop disfressat de velleta, quan l'àvia surt lligada de l'armari i que Kirk, el llenyataire fa una entrada escandalosa per la finestra. L'escena és tallada: més tard, a la tarda, la policia del bosc arriba..L'inspector Ted Grizzly pensa finalment detenir el lladre de receptes de pastissos amb Llop, però el detectiu Nicky Flippers (una granota) intervé i decideix de procedir a l'ordre: vol interrogar les quatre persones presents en el moment de l'altercat.

## Repartiment
(Veus originals)
- Anne Hathaway: Roja
- Glenn Close: Àvia
- James Belushi: Kirk, el llenyataire
- Patrick Warburton: Llop
- Anthony Anderson: Inspector Bill Stork
- David Ogden Stiers: Inspector Nicky Flippers
- Xzibit: Cap Ted Grizzly
- Jennifer Seguin: Cavall Rider Lady
- Jodi Carlisle: vella
- Chazz Palminteri: Woolworth, l'ovella
- Andy Dick: Boingo, el conill
- Benjy Gaither: Japeth
- Joshua J. Greene: Jimmy Lizard
- Ken Marino: Raccoon Jerry
- Cory Edwards: Twitchy
- Tye Edwards: Dolph
- Kevin Michael Richardson: P-Biggie

## Crítica
- "Més estrident que atrevida, més grollera que intel·ligent."[3]
- "Per què una distribuïdora anava a canviar la data d'estrena d'un film d'animació familiar de ple nadal a mitjan gener? No serà perquè els rumors avançaven que no era gaire bona? (...) Puntuació: ★ (sobre 4)."[4]